# اللهجة التفنتية
اللهجة التفنتية هي مجموعة لهجات ساكسونية هولندية دنيا، منحدرة من الساكسونية القديمة. يتحدث بها يومياً ما يقرب من 62 ٪ من سكان تفنته، وهي منطقة في المقاطعة الهولندية أوفرآيسل المطلة على ألمانيا. وثمة مفهوماً خاطئاً واسع الانتشار هو افتراض أن هذه اللهجة هي تنويعة من اللغة الهولندية. وهي على أية حال تنويعة من الساكسونية الهولندية الدنيا، ومعترف بها من قبل الحكومة الهولندية كلغة إقليمية وفقاً للميثاق الأوروبي للغات الإقليمية أو لغات الأقليات، ولذلك فهي تتمتع ببعض التحفيز من جانب الحكومة.
وبسبب وصمة العار الثقيلة انخفض استخدام اللغة في العقود التي تلت الحرب العالمية الثانية حيث اعتبرت وسيلة غير ملائمة للتحدث، واعتُقِد أنها تعيق قدرات الأطفال في تعلم اللغة، وبسبب الرجوع العام للفخر الإقليمي والذي وجد طريقه إلى منطقة تفنته زاد الاهتمام بتعزيز اللغة، مما أدى إلى مسابقات كتابة اللهجة، تدريس المادة، المهرجانات، وغيرها من المشاريع الثقافية.